# 阿奈·贝斯孔
阿奈·贝斯孔（法語：Anaïs Bescond，1987年5月15日—），生于卡尔瓦多斯省奥东河畔奥奈，法国女子冬季两项运动员，同时也是一名士官。贝斯孔童年时随父母移居至汝拉省莫尔比耶，1995年，汝拉省出身的Patrice Bailly-Salins在冬季两项世锦赛上获得了冠军，此事让贝斯孔选择了冬季两项这个项目。2007年，她加入了法国军队。